# 古实人
古实人，(英語 Cush)一般指住在非洲古实地（今埃塞俄比亚）的居民，在一些情况下也指住在古代阿拉伯半岛的人。摩西的妻子西坡拉是基尼人，也被称为古实人。
聖經提到古實，有46處，最早出現的一節經文是在創世記2:13， 「第二道河名叫基訓，就是環繞古實全地的。」
1. ↑  . 信望愛.